# Route nationale 546
Die N546 war von 1933 bis 1973 eine französische Nationalstraße, die in zwei Teilen zwischen der N85 südlich von Sisteron und Buis-les-Baronnies verlief. Ihre Gesamtlänge betrug 68,5 Kilometer. Von 1978 bis 2006 gab es ein weiteres Mal eine N546, als Verbindung zwischen der N544 und N545 im Hafengebiet bei Fos-sur-Mer. Diese ist heute Kommunalstraße.